# Giappone ai Giochi della IX Olimpiade
Il Giappone partecipò ai Giochi della IX Olimpiade, svoltisi ad Amsterdam, Paesi Bassi, dal 28 luglio al 12 agosto 1928,  
con una delegazione di 40 atleti, di cui 1 donna, impegnati in 7 discipline,
aggiudicandosi 2 medaglie d'oro, 2 medaglie d'argento e 1 medaglia di bronzo.

## Medagliere

### Per discipline
| Sport            | Oro | Argento | Bronzo | Totale |
| ---------------- | --- | ------- | ------ | ------ |
| Nuoto            | 1   | 1       | 1      | 3      |
| Atletica leggera | 1   | 1       | 0      | 2      |
| Totale           | 2   | 2       | 1      | 5      |

### Medaglie
| Medaglia | Atleta                                                   | Sport            | Evento                                      |
| -------- | -------------------------------------------------------- | ---------------- | ------------------------------------------- |
| Oro      | Mikio Oda                                                | Atletica leggera | Salto triplo                                |
| Oro      | Yoshiyuki Tsuruta                                        | Nuoto            | 200 metri rana maschili                     |
| Argento  | Kinue Hitomi                                             | Atletica leggera | 800 metri piani femminili                   |
| Argento  | Hiroshi Yoneyama Nobuo Arai Tokuhei Sada Katsuo Takaishi | Nuoto            | Staffetta 4x200 metri stile libero maschile |
| Bronzo   | Katsuo Takaishi                                          | Nuoto            | 100 metri stile libero maschili             |